# Boy's a Liar
Boy's a Liar è un singolo della cantautrice britannica PinkPantheress, pubblicato il 30 novembre 2022 come secondo estratto dal primo EP Take Me Home.

## Descrizione
Il brano, co-prodotto dall'artista stessa assieme a Mura Masa, è stato descritto come un pezzo bubblegum pop, dance pop, dream pop, hyperpop lo-fi e synth pop, con una struttura ritmica influenzata dalla musica Jersey club.

## Tracce
Testi di PinkPantheress e Mura Masa.
1. Boy's a Liar – 2:11

## Formazione
- PinkPantheress – voce, produzione, programmazione
- Mura Masa – produzione, programmazione, chitarra, basso, tastiere, percussioni
- Jonny Breakwell – missaggio
- Stuart Hawkes – mastering

## Remix
Il 3 febbraio 2023 è stato reso disponibile il remix del brano, che vede la partecipazione della rapper statunitense Ice Spice e incluso nel primo album in studio Heaven Knows.

### Video musicale
Il video musicale, diretto da George Buford e Frederick Buford e girato a New York nel gennaio 2023, è stato reso disponibile su YouTube il 3 febbraio 2023.

### Tracce
Testi di PinkPantheress, Mura Masa e Ice Spice.
1. Boy's a Liar Pt. 2 (con Ice Spice) – 2:11

## Successo commerciale
Nel Regno Unito Boy's a Liar ha raggiunto la 38ª posizione della classifica dei singoli nella pubblicazione del 2 febbraio 2023 grazie a 10 580 unità di vendita, divenendo il terzo singolo in top forty per PinkPantheress. Due settimane dopo, con l'uscita del remix, è salito all'8ª posizione con 26 412 unità, segnando un incremento delle vendite del 174,62% e regalando all'artista la sua prima top ten in madrepatria. Dopo altre due settimane, nella classifica del 2 marzo 2023, ha raggiunto il suo picco al 2º posto con 54 002 unità, bloccato al vertice da Flowers di Miley Cyrus.
Negli Stati Uniti la versione remix ha debuttato alla 14ª posizione della Billboard Hot 100 nella pubblicazione del 18 febbraio 2023 con 20,2 milioni di riproduzioni in streaming, 585 000 ascolti radiofonici e 600 download digitali, segnando la prima entrata di PinkPantheress e la seconda di Ice Spice nella classifica. La settimana seguente è salito in top ten alla 4ª posizione grazie a 31,1 milioni di stream, 2,1 milioni di audience radiofonica e 1 000 copie digitali, regalando ad entrambe le interpreti il loro primo piazzamento nella regione. Nella pubblicazione del 4 marzo 2023 ha raggiunto la sua posizione massima al 3º posto grazie ad aumenti del 205% dell'audience radiofonica, dell'8% nelle riproduzioni in streaming e del 36% nelle vendite digitali.

## Classifiche

### Classifiche settimanali
| Classifica (2023) | Posizione massima |
| ----------------- | ----------------- |
| Australia         | 2                 |
| Austria           | 28                |
| Belgio (Fiandre)  | 46                |
| Canada            | 2                 |
| Croazia           | 17                |
| Danimarca         | 13                |
| Filippine         | 8                 |
| Finlandia         | 39                |
| Francia           | 79                |
| Germania          | 32                |
| Grecia            | 7                 |
| India             | 20                |
| Irlanda           | 2                 |
| Islanda           | 6                 |
| Israele           | 36                |
| Lettonia          | 2                 |
| Lituania          | 3                 |
| Lussemburgo       | 8                 |
| Malaysia          | 7                 |
| Medio Oriente     | 7                 |
| Norvegia          | 10                |
| Nuova Zelanda     | 1                 |
| Paesi Bassi       | 18                |
| Polonia           | 32                |
| Portogallo        | 31                |
| Regno Unito       | 2                 |
| Repubblica Ceca   | 37                |
| Singapore         | 5                 |
| Slovacchia        | 20                |
| Stati Uniti       | 3                 |
| Svezia            | 15                |
| Svizzera          | 18                |
| Vietnam           | 39                |

### Classifiche di fine anno
| Classifica (2023) | Posizione |
| ----------------- | --------- |
| Australia         | 5         |
| Canada            | 22        |
| Islanda           | 30        |
| Portogallo        | 186       |
| Regno Unito       | 8         |
| Stati Uniti       | 20        |